# Пентаэдр
Пента́эдр, или пятигра́нник, — многогранник с пятью гранями.
Существует 2 топологических типа пентаэдров:
1. четырёхугольная пирамида (пирамида может быть и невыпуклой, если её основание является невыпуклым четырёхугольником);
2. треугольная призма и различные многогранники, которые можно получить деформацией треугольной призмы (к этому типу также относятся клин и треугольная усечённая пирамида).

Второй тип можно также описать как пространство, вырезаемое из трёхгранного цилиндра или трёхгранного угла двумя плоскостями, которые пересекают все три грани этого цилиндра или угла, но сами пересекаются за пределами этого цилиндра или угла либо параллельны.
Не существует пятигранника, у которого все грани были бы одинаковыми.
| Название                 | Изображение | Вершин | Рёбер | Граней | Тип граней                        |
| ------------------------ | ----------- | ------ | ----- | ------ | --------------------------------- |
| Четырёхугольная пирамида |             | 5      | 8     | 5      | 4 треугольника 1 прямоугольник    |
| Треугольная призма       |             | 6      | 9     | 5      | 2 треугольника 3 четырёхугольника |

## Пятигранники из правильных многоугольников
Существует два пятигранника, у которых каждая грань является правильным многоугольником:
1. квадратная пирамида, боковые грани которой являются правильными треугольниками;
2. правильная треугольная призма, боковые грани которой являются квадратами.

Если обозначить длину грани такого пентаэдра а, то его объём составит
1. {\displaystyle V={\frac {\sqrt {2}}{6}}a^{3}} (для пирамиды)
2. {\displaystyle V={\frac {\sqrt {3}}{4}}a^{3}} (для призмы)

а площадь поверхности
1. {\displaystyle S=({\sqrt {3}}+1)a^{2}\approx ea^{2}} (для пирамиды)
2. {\displaystyle S=({\frac {\sqrt {3}}{4}}+3)a^{2}} (для призмы)